# Parafia św. Józefa w Ciechanowie

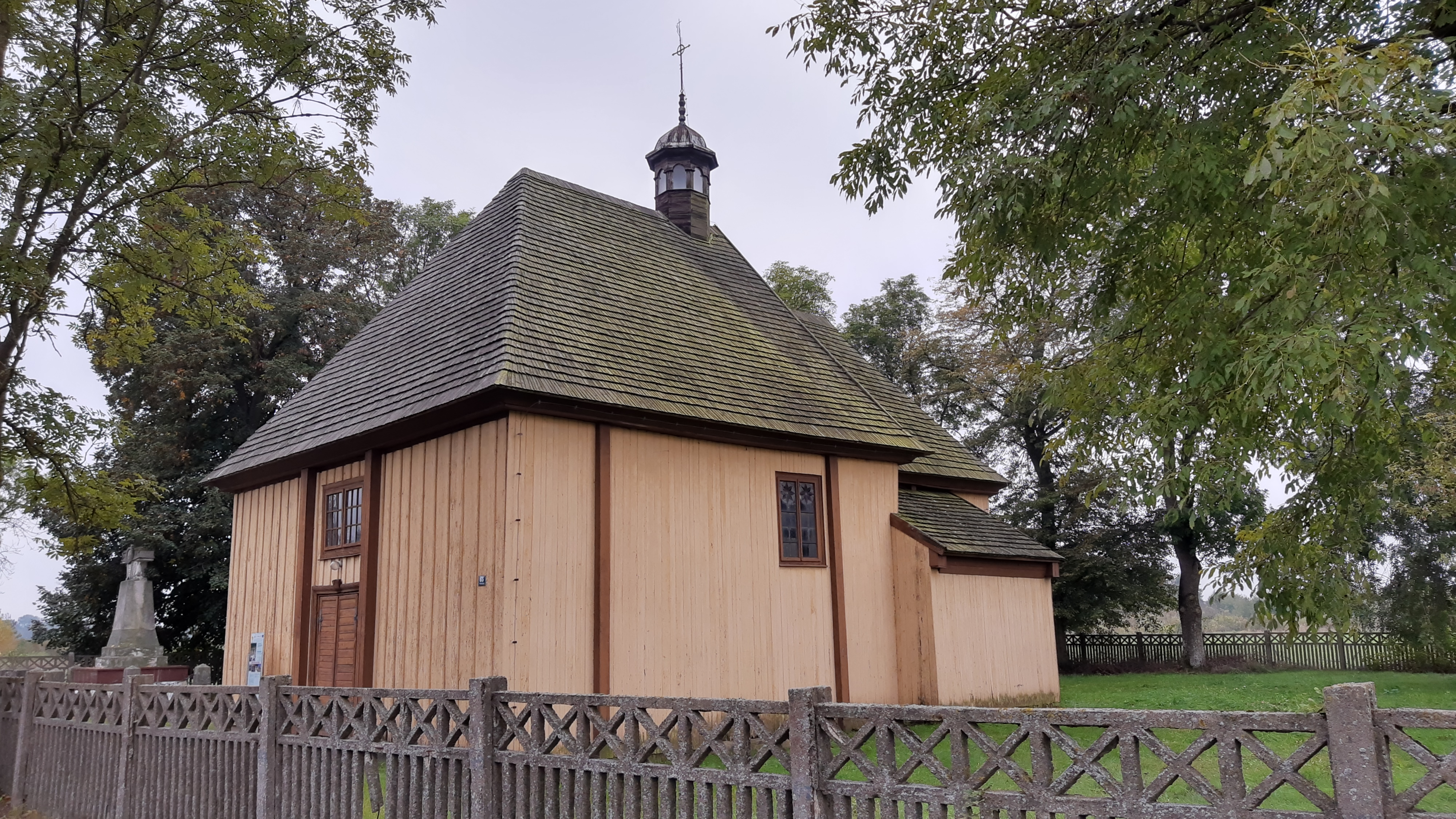
Kościół filialny w Przedwojewie

Parafia pw. św. Józefa w Ciechanowie – parafia rzymskokatolicka należąca do dekanatu ciechanowskiego wschodniego, diecezji płockiej, metropolii warszawskiej. Najstarsza parafia ciechanowska. Erygowana w XII wieku.  
Kościołem parafialnym jest Kościół Narodzenia Najświętszej Marii Panny w Ciechanowie. 

## Zasięg parafii
W granicach parafii znajdują się miejscowości:
- Kalisz,
- Kotermań,
- Niestum,
- Przążewo,
- Przedwojewo,
- Trzcianka

oraz ulice w Ciechanowie: 

- Akacjowa,
- Bojanowskiego,
- Cicha,
- Fabryczna,
- Głowackiego,
- Gostkowska,
- Górna,
- Graniczna,
- Grota Roweckiego,
- Gruduska,
- Hallera,
- pl. Jana Pawła II,
- Jesionowa,
- Juranda,
- Kaczeńców,
- Kilińskiego,
- Klonowa,
- pl. Kopernika,
- Kościuszki,
- Królowej Bony,
- Księcia Janusza,
- 11 Listopada,
- 3 Maja,
- Małgorzacka,
- Mikołajczyka,
- Młynarska,
- Moniuszki,
- Nadfosna,
- Nadrzeczna,
- Narutowicza,
- Nowokolejowa,
- Obozowa,
- Okrzei,
- Olchowa,
- Parkowa,
- Partyzantów,
- Pijanowskiego,
- pl. Piłsudskiego,
- Płocka,
- Powstańców Warszawskich,
- Przasnyska,
- 11 Pułku Ułanów,
- Pułtuska,
- Równa,
- Rycerska,
- Sienkiewicza,
- Sierakowskiego,
- Skrzetuskiego,
- Spokojna,
- Strażacka,
- 17 Stycznia,
- Szumna,
- Ściegiennego,
- Śląska,
- Osiedle Ułanów,
- Tatarska,
- Topolowa,
- Ułańska,
- Warszawska,
- Wierzbowa,
- Wiklinowa,
- Witosa,
- Wojska Polskiego,
- Wyzwolenia,
- Zacisze,
- Zagłoby,
- Zamkowa,
- Zbyszka i Danusi,
- Zielona,
- Zielona Ścieżka